# Au cœur de la tempête (téléfilm, 2006)
Pour les articles homonymes, voir Au cœur de la tempête et La Tempête.
Au cœur de la tempête (titre original allemand : Die Sturmflut) est un téléfilm allemand, réalisé par Jorgo Papavassiliou, et diffusé en 2006.

## Fiche technique
- Titre original allemand : Die Sturmflut
- Titre : Au cœur de la tempête
- Réalisation : Jorgo Papavassiliou
- Scénario : Holger Karsten Schmidt
- Photographie : Yvonne Tratz
- Musique : Harald Kloser et Thomas Wanker
- Durée :

## Distribution
- Jan Josef Liefers : Markus Abt
- Michael Degen (en) : Karl Abt
- Gaby Dohm : Karin Abt
- Benno Fürmann : Jürgen Urban
- Götz George : Jens Urban
- Jutta Speidel : Hilde Döbbelin
- Nadja Uhl : Katja Döbbelin
- Elmar Wepper : Paul Döbbelin
- Gil Ofarim : Stefan Döbbelin
- Henry Stange : Philip Döbbelin
- Natalia Wörner : Susanne Lenz
- Walter Kreye : Friedrich Pröscher
- Heiner Lauterbach : Alexander Claussen
- Jürgen Schornagel (en) : Bernd Riemann
- Steffen Jürgens : Rüdiger Sell
- Barbara Schöne : Wirtin Lotte
- Bettina Zimmermann : infirmière Nicola
- Christian Berkel : Helmut Schmidt
- Rolf Kanies : médecin-chef
- Nina Bott : jeune femme enceinte